# Bola de Prata de 2007
A Bola de Prata de 2007 refere-se à premiação dos melhores jogadores do Campeonato Brasileiro de Futebol do mesmo ano, eleitos por um grupo de jornalista da Revista Placar.
Nesta edição a revista introduziu o prêmio da Bola de Prata da Torcida, que é escolhido pelos votos dos torcedores contabilizados durante toda a competição. A cada rodada três jogadores eram indicados pela redação da revista e os torcedores escolhiam o melhor dos três.

## Vencedores

### Bola de Ouro
| 1 | Thiago Neves   | M | Fluminense    | 6,29 | 33 |
| 2 | Breno          | Z | São Paulo     | 6,22 | 29 |
| 3 | Valdívia       | M | Palmeiras     | 6,18 | 22 |
| 4 | Leandro Amaral | A | Vasco da Gama | 6,12 | 30 |
| 5 | Ibson          | M | Flamengo      | 6,10 | 21 |

### Bola de Prata
Goleiro
| 1 | Rogério Ceni    | São Paulo   | 6,07 | 35 |
| 2 | Felipe          | Corinthians | 6,06 | 37 |
| 3 | Diego Cavalieri | Palmeiras   | 5,92 | 38 |
| 4 | Bruno           | Flamengo    | 5,89 | 36 |
| 5 | Fábio           | Cruzeiro    | 5,86 | 28 |

Lateral Direito
| 1 | Léo Moura    | Flamengo         | 5,74 | 36 |
| 2 | Coelho       | Atlético Mineiro | 5,60 | 29 |
| 3 | Sidny        | Náutico          | 5,57 | 30 |
| 4 | Wagner Diniz | Vasco da Gama    | 5,56 | 31 |
| 5 | Ruy          | Figueirense      | 5,42 | 25 |

Zagueiro
| 1 | Breno         | São Paulo  | 6,22 | 29 |
| 2 | Thiago Silva  | Fluminense | 6,03 | 30 |
| 3 | Miranda       | São Paulo  | 5,99 | 35 |
| 4 | Juninho       | Botafogo   | 5,98 | 32 |
| 5 | Fábio Luciano | Flamengo   | 5,98 | 22 |

Lateral Esquerdo
| 1 | Kléber       | Santos        | 5,98 | 24 |
| 2 | Juan         | Flamengo      | 5,66 | 34 |
| 3 | Alex         | Internacional | 5,61 | 27 |
| 4 | André Santos | Figueirense   | 5,52 | 31 |
| 5 | Júnior César | Fluminense    | 5,50 | 34 |

Volante
| 1 | Richarlyson   | São Paulo  | 6,08 | 30 |
| 2 | Hernanes      | São Paulo  | 5,94 | 31 |
| 3 | Arouca        | Fluminense | 5,90 | 30 |
| 4 | Eduardo Costa | Grêmio     | 5,88 | 16 |
| 5 | Túlio         | Botafogo   | 5,79 | 24 |

Meia
| 1 | Thiago Neves | Fluminense    | 6,29 | 33 |
| 2 | Valdívia     | Palmeiras     | 6,18 | 22 |
| 3 | Ibson        | Flamengo      | 6,10 | 21 |
| 4 | Conca        | Vasco da Gama | 6,09 | 29 |
| 5 | Jorge Wagner | São Paulo     | 5,97 | 34 |

Atacante
| 1 | Leandro Amaral | Vasco da Gama | 6,12 | 30 |
| 2 | Acosta         | Náutico       | 5,97 | 31 |
| 3 | Aloísio        | São Paulo     | 5,91 | 22 |
| 4 | Roni           | Cruzeiro      | 5.90 | 30 |
| 5 | Kléber Pereira | Santos        | 5,88 | 26 |

### Bola de Prata da Torcida
| 1 | Leandro Amaral | Vasco da Gama | 12 |
| 2 | Léo Moura      | Flamengo      | 8  |
| 3 | Breno          | São Paulo     | 7  |
| 4 | Perdigão       | Vasco da Gama | 7  |
| 5 | Conca          | Vasco da Gama | 7  |